# Prix Paul-Ehrlich-et-Ludwig-Darmstaedter
Le prix Paul-Ehrlich-et-Ludwig-Darmstaedter (Paul-Ehrlich-und-Ludwig-Darmstaedter-Preis) récompense des travaux de recherche en médecine. Il est attribué chaque année depuis 1952 par la fondation Paul-Ehrlich (de), et doté d'une gratification de 100 000 euros. La cérémonie de remise du prix se déroule traditionnellement le 14 mars, anniversaire de la naissance de Paul Ehrlich, dans l'église Saint-Paul de Francfort.
Les lauréats sont élus parmi les scientifiques du monde entier qui travaillent dans les disciplines médicales auxquelles Ehrlich a lui-même contribué et qui sont principalement l'immunologie, la cancérologie, l'hématologie, la microbiologie et la chimiothérapie expérimentale et clinique.
Parmi les récompenses internationales attribuées en Allemagne à la recherche médicale, le prix Ehrlich-Darmstaedter est une des mieux dotées et des plus prestigieuses. Nombre de ses lauréats ont obtenu par la suite un prix Nobel.
Le prix a été nommé en hommage à deux savants allemands, Paul Ehrlich donc, inventeur du Salvarsan, souvent considéré à ce titre comme le fondateur de la chimiothérapie, et Ludwig Darmstaedter (de), chimiste, épistémologue et historien des sciences.

## Lauréats

### 1952-2003
- 1952 : Gerhard Eissner (de) (Tubingue) • Wolf-Helmut Wagner (de) (Nonnenhorn)
- 1953 : Adolf Butenandt (Munich)
- 1954 : Ernst Chain (Londres)
- 1956 : Gerhard Domagk (Elberfeld)
- 1958 : Richard Kuhn (Heidelberg)
- 1960 : Felix Haurowitz (de) (Bloomington)
- 1961 : Albert Coons (en) (Boston) • Günther Heymann (de) (Langen) • Örjan Ouchterlony (Gothembourg) • Jacques Oudin (Paris)
- 1962 : Otto Warburg (Berlin)
- 1963 : Helmut Holzer (de) (Fribourg) • Lothar Jaenicke (de) (Cologne) • Detlev Kayser (de), Berlin) • Tullio Terranova (de) (Rome)
- 1964 : Fritz Kauffmann (de) (Copenhague)
- 1965 : Otto Lüderitz (de) (Fribourg) • Léon Le Minor (Paris) • Ida Orskov (de) (Copenhague) • Frits Orskov (de) (Copenhague) • Bruce Stocker (de) (Stanford)
- 1966 : Francis P. Rous (New York)
- 1967 : Wilhelm Bernhard (de) (Villejuif) • Renato Dulbecco (San Diego)
- 1968 : Walter Morgan (de) (Londres) • Otto Westphal (de) (Montreux)
- 1969 : Hiroshi Nikaido (de) (Boston) • Anne-Marie Staub (Paris) • Winifred Watkins (Londres)
- 1970 : Ernst Ruska (Berlin) • Helmut Ruska (de) (Düsseldorf)
- 1971 : Albert Claude (Bruxelles) • Keith Porter (en) (Boulder) • Fritiof Sjöstrand (en) (Los Angeles)
- 1972 : Denis Parsons Burkitt (Londres et Masaka) • Jan Waldenström (Malmoe)
- 1973 : Anthony Epstein (Bristol) • Kimishige Ishizaka (Baltimore) • Dennis Wright (de) (Southampton)
- 1974 : James Learmonth Gowans (Oxford) • Jacques Miller (Melbourne)
- 1975 : George Mackaness (de) (Saranac Lake) • Avrion Mitchison (Londres) • Morten Simonsen (de) (Copenhague)
- 1976 : Georges Barski (de) (Villejuif) • Boris Ephrussi (Gif-sur-Yvette)
- 1977 : Torbjörn Caspersson (en) (Stockholm) • John Gurdon (Cambridge)
- 1978 : Ludwig Gross (New York) • Werner Schäfer (de) (Tubingue)
- 1979 : Arnold Graffi (de) (Berlin) • Otto Mühlbock (de) (Amsterdam) • Wallace Rowe (de) (Bethesda)
- 1980 : Akiba Tomoichiro (de) (Saitama) • Hamao Umezawa (de) (Tokyo)
- 1981 : Stanley Falkow (Seattle) • Susumu Mitsuhashi (de) (Gunma-ken)
- 1982 : Niels Kaj Jerne (Castillon-du-Gard)
- 1983 : Peter Doherty (Canberra) • Michael Potter (de) (Bethesda) • Rolf Zinkernagel (Zurich)
- 1984 : Piet Borst (de) (Amsterdam) • George Cross (de) (New York)
- 1985 : Ernest Bueding (de) (Baltimore) • Louis Miller (de) (Bethesda) • Ruth Nussenzweig (de) (New York)
- 1986 : Abner Notkins (de)(Bethesda)
- 1987 : Jean-François Borel (Bâle) • Hugh McDevitt (Stanford) • Felix Milgrom (de) (Buffalo)
- 1988 : Peter K. Vogt (de) (Los Angeles)
- 1989 : Stuart A. Aaronson (en) (Bethesda) • Russell Doolittle (en) (La Jolla) • Thomas Graf (de) (Heidelberg)
- 1990 : John Collier (de) (Boston) • Alwin Max Pappenheimer, Jr. (en) (Cambridge)
- 1991 : Rino Rappuoli (de) (Sienne) • Michio Ui (de), (Tokyo)
- 1992 : Manfred Eigen (Gœttingue)
- 1993 : Philippa Marrack (Denver) • John W. Kappler (Denver) • Harald von Boehmer (en) (Bâle)
- 1994 : Peter Howley (de) (Boston) • Harald zur Hausen (Heidelberg)
- 1995 : Stanley Prusiner (San Francisco)
- 1996 : Pamela Bjorkman (Pasadena) • Hans-Georg Rammensee (de) (Heidelberg) • Jack Strominger (Cambridge)
- 1997 : Barry Marshall (Perth) • Robin Warren (Perth)
- 1998 : David Lane (en) (Dundee) • Arnold J. Levine (Princeton) • Bert Vogelstein (Baltimore)
- 1999 : Robert Charles Gallo (Baltimore)
- 2000 : Robert Horvitz (Cambridge) • John Kerr (de) (Brisbane)
- 2001 : Stephen C. Harrison (Cambridge) • Michael Rossmann (West Lafayette)
- 2002 : Craig Venter (Rockville)
- 2003 : Richard Lerner (La Jolla) • Peter G. Schultz (La Jolla)

### 2004-2023

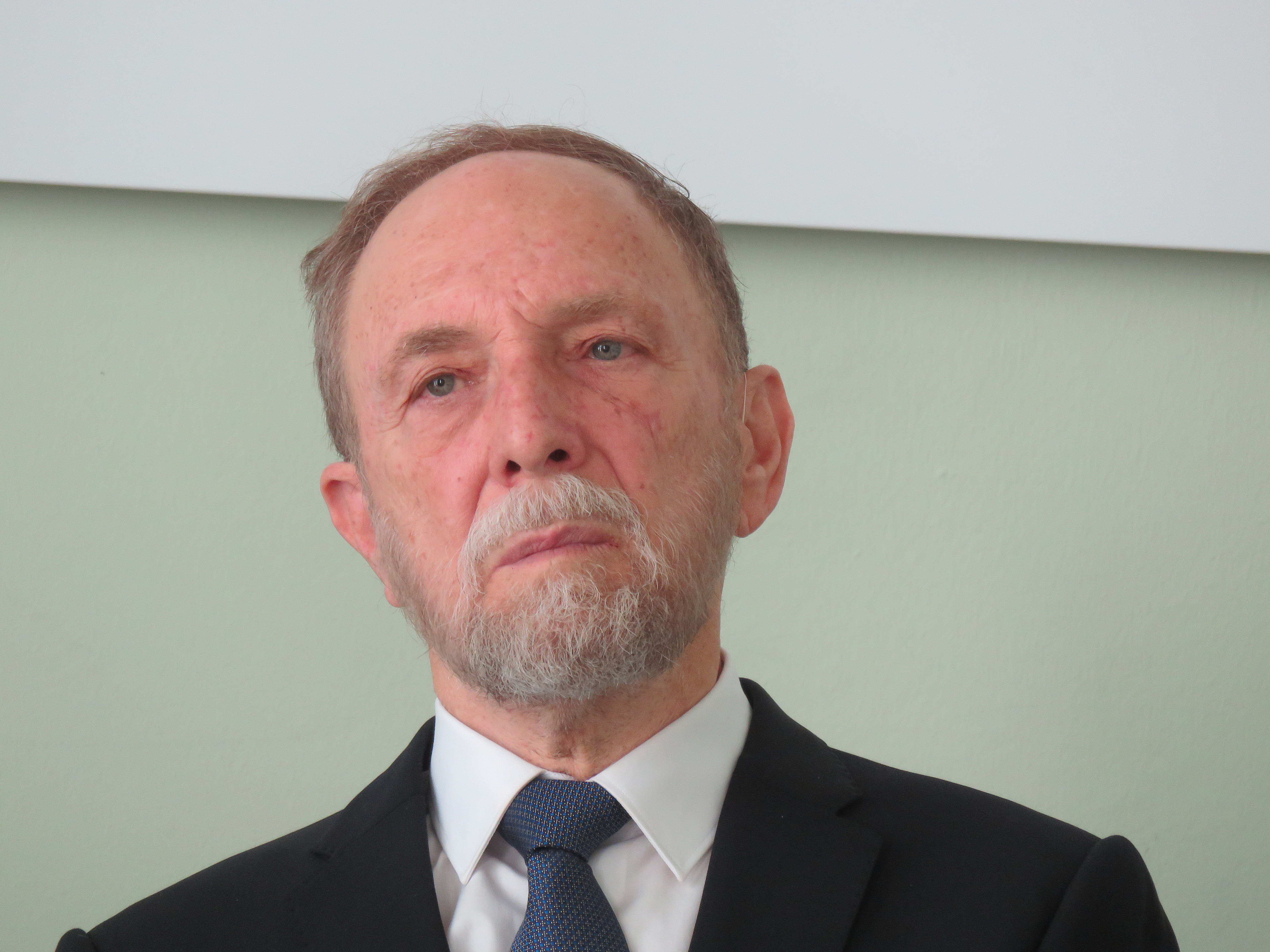
David Wallach
2018

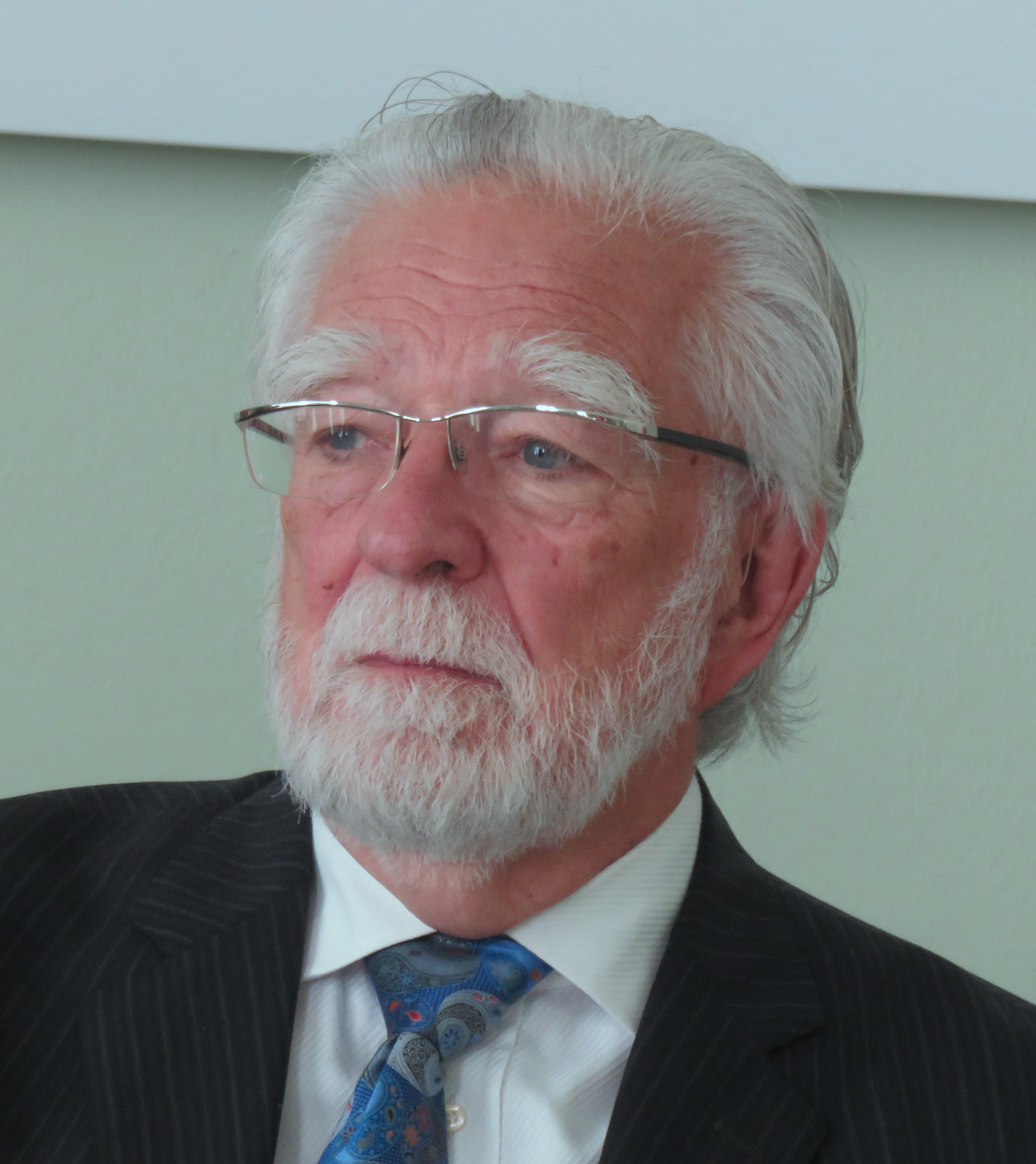
Anthony Cerami
2018

- 2004 : Tak Wah Mak (en) (Canada) et Mark Davis (États-Unis) « pour leurs recherches sur les récepteurs des cellules T ».
- 2005 : Ian Wilmut, « père » de Dolly, (Écosse) « pour ses expériences sur le clonage des mammifères ».
- 2006 : Craig C. Mello (États-Unis) et Andrew Z. Fire (États-Unis) « pour leurs recherches sur les interférences par ARN ».
- 2007 : Ada Yonath (Israël) et Harry Noller (États-Unis) « pour leurs contributions aux recherches sur la structure et la fonction des ribosomes ».
- 2008 : Tim Mosmann (de) (États-Unis) « pour ses contributions à la découverte des cellules Th1 et Th2 ».
- 2009 : Elizabeth Blackburn (États-Unis) et Carol Greider (États-Unis) « pour leurs contributions à la découverte des télomères et de la télomérase ».
- 2010 : Charles Dinarello (États-Unis) « pour ses contributions remarquables à l'étude des cytokines ».
- 2011 : Cesare Montecucco (de) (Italie) « pour sa contribution à la recherche sur les maladies bactériennes, dont le tétanos, le botulisme, la maladie du charbon et celles liées à Helicobacter pylori ».
- 2012 : Peter Walter (États-Unis) « pour ses contributions remarquables à la recherche en biologie cellulaire, et plus particulièrement pour la découverte des particules de reconnaissance du signal ».
- 2013 : Mary-Claire King[1] (États-Unis) « pour ses contributions exceptionnelles dans le domaine de la génétique humaine ».
- 2014 : Michael Reth (de) (Allemagne), « pour ses découvertes sur l'activation des cellules B du système immunitaire et leur effet sur la production des anticorps ».
- 2015 : James Allison (États-Unis) et Carl H. June (États-Unis)[2].
- 2016 : Emmanuelle Charpentier (France) et Jennifer Doudna (États-Unis), « pour la mise au point de l'outil de sectionnement du génome CRISPR/Cas9 »[3].
- 2017 : Yuan Chang (en) (États-Unis) et Patrick S. Moore (en) (États-Unis), « pour leurs travaux sur les virus oncogènes ».
- 2018 : Anthony Cerami (en) (États-Unis) et David Wallach (en) (Israël), « pour leurs recherches sur le TNF (facteur de nécrose tumorale) et ses effets sur le processus inflammatoire ».
- 2019 : Franz-Ulrich Hartl et Arthur Horwich.
- 2020 : Shimon Sakaguchi[4].
- 2021 : Michael Silverman (en) et Bonnie Bassler.
- 2022 : Katalin Karikó, Özlem Türeci et Uğur Şahin.
- 2023 : Frederick Alt (en) et David Schatz (de).

## Le prix pour les jeunes chercheurs
Depuis 2006, un prix Paul-Ehrlich-et-Ludwig-Darmstaedter-pour-les-jeunes-chercheurs (Paul-Ehrlich-und-Ludwig-Darmstaedter-Nachwuchspreis), doté de 60 000 euros, est attribué à un scientifique de moins de quarante ans, en récompense d'une contribution significative à la recherche biomédicale en Allemagne.

### Lauréats
- 2006 : Ana Martin-Villalba (de)(Heidelberg)
- 2007 : Michael Schindler (de) (Ulm)
- 2008 : Eckhard Lammert (de) (Dresde)

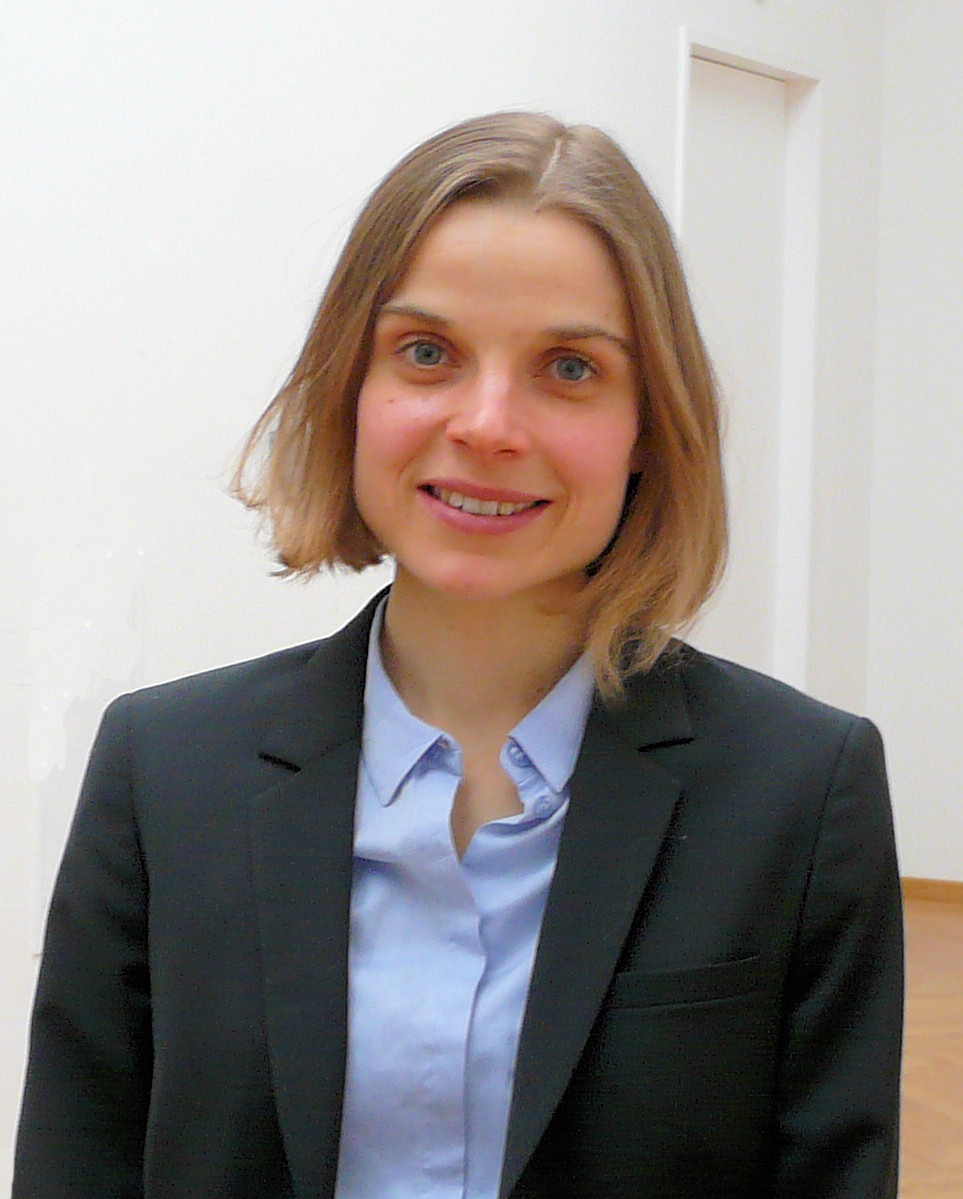
Andrea Ablasser
2014

- 2009 : Falk Nimmerjahn (de) (université Erlangen-Nuremberg)
- 2010 : Amparo Acker-Palmer (de) (Francfort)
- 2011 : Stephan Grill (de) (Dresde)
- 2012 : Kathrin Mädler (de) (Brême)
- 2013 : James Poulet (de)[5] (Berlin-Buch (centre Max-Delbrück (de)))
- 2014 : Andrea Ablasser (Bonn)
- 2015 : Raja Atreya (de) (université Erlangen-Nuremberg[2])
- 2016 : Claus-Dieter Kuhn (de) (Bayreuth), « pour la mise en évidence des fonctions des acides ribonucléiques qui ne sont pas dégradés dans les protéines[6] ».
- 2017 : Volker Busskamp (de) (université technique de Dresde)
- 2018 : Tim J. Schulz (de) (université de Potsdam)
- 2019 : Dorothee Dormann (de) (université Louis-et-Maximilien de Munich)
- 2020 : Judith Reichmann (de) (Laboratoire européen de biologie moléculaire)
- 2021 : Elvira Mass (de) (université de Bonn), « pour ses travaux sur l'importance de la contribution des cellules immunitaires spécifiques du sac vitellin au développement des organes ».
- 2022 : Laura Hinze (de) (école de médecine d'Hanovre (de)), « pour ses travaux sur l'émergence de la résistance des cellules cancéreuses à l'agent thérapeutique asparaginase ».

## Sources
- (de) Cet article est partiellement ou en totalité issu de l’article de Wikipédia en allemand intitulé « Paul-Ehrlich-und-Ludwig-Darmstaedter-Preis » (voir la liste des auteurs).
- (de) « Paul Ehrlich-Stiftung : Bekanntgabe der Preisträger », sur le site officiel de l'université Goethe. (Consulté le 11 juin 2013.)